# Lissemysia pandei
Lissemysia pandei är en plattmaskart som beskrevs av Rai 1970. Lissemysia pandei ingår i släktet Lissemysia och familjen Aspidogastridae. Inga underarter finns listade i Catalogue of Life.